# Lina Eriksson (konstnär)
Karolina (Lina) Dorotea Eriksson, född 19 augusti 1894 i Hammerdals socken i Jämtland, död 28 februari 1989 i Solna, var en svensk skulptör.
Hon var dotter till arbetaren Jon Jonsson och Anna Kristina Löfkvist, och gift 1916–1937 med Nils Eugen Eriksson. 
Lina Eriksson var som skulptör autodidakt och arbetade huvudsakligen med trä. Hon medverkade i den Baltiska utställningen i Malmö 1914 med skurna schackpjäser, bland hennes andra arbeten märks skulpturer med kyrkliga motiv, krucifix, reliefer och sagomotiv. Hon ställde ut sina föremål via Föreningen Jämtslöjd. För Vadstena kloster snidade hon en skulptur som föreställer den Heliga Birgitta. 
Lina Eriksson är gravsatt i minneslunden på Solna kyrkogård.